# Dibromamin
Dibromamin ist eine anorganische Verbindung des Stickstoffs. Es handelt sich um ein Derivat des Ammoniaks, bei dem zwei Wasserstoffatome durch Brom ersetzt sind.

## Herstellung
Dibromamin kann durch Reaktion von Ammoniak mit elementarem Brom in Diethylether unter Kühlung mit Trockeneis gewonnen werden. Dabei kann auch Monobromamin gebildet werden, jedoch entsteht durch sorgfältige Auswahl der Reaktionsbedingungen weitgehend selektiv nur eine von beiden Verbindungen. Durch Änderung von pH-Wert und Mengenverhältnissen der Reagenzien kann die Reaktion zur Bildung von Monobromamin, Dibromamin oder Tribromamin geführt werden.

## Reaktionen
Durch Reaktion von Dibromamin mit Grignard-Verbindungen können primäre Amine hergestellt werden, jedoch nur in geringen Ausbeuten. Ein Großteil wird zu Ammoniak reduziert, daneben entstehen geringe Mengen an sekundären Aminen und an elementarem Stickstoff. Die Ausbeute an primärem Amin hängt auch von der konkreten Grignard-Verbindung ab. Während einige Verbindungen (Butylmagnesiumchlorid, sec-Butylmagnesiumchlorid, tert-Butylmagnesiumchlorid, tert-Butylmagnesiumbromid, Benzylmagnesiumchlorid und Phenethylmagnesiumchlorid) Ausbeuten von 15 bis über 30 % liefern, ergeben andere nur wenige Prozent an Aminen. Insbesondere waren brom- und iodbasierte Grignard-Verbindungen (Butylmagnesiumbromid, Butylmagnesiumiodid und tert-Butylmagnesiumiodid) überwiegend deutlich weniger zu deren Synthese geeignet. Ein ähnliches Reaktivitätsmuster ist auch von Monobromamin und Monochloramin bekannt. Dibromamin addiert an Keten unter Bildung von Bromacetamid.